# 名古屋車両所

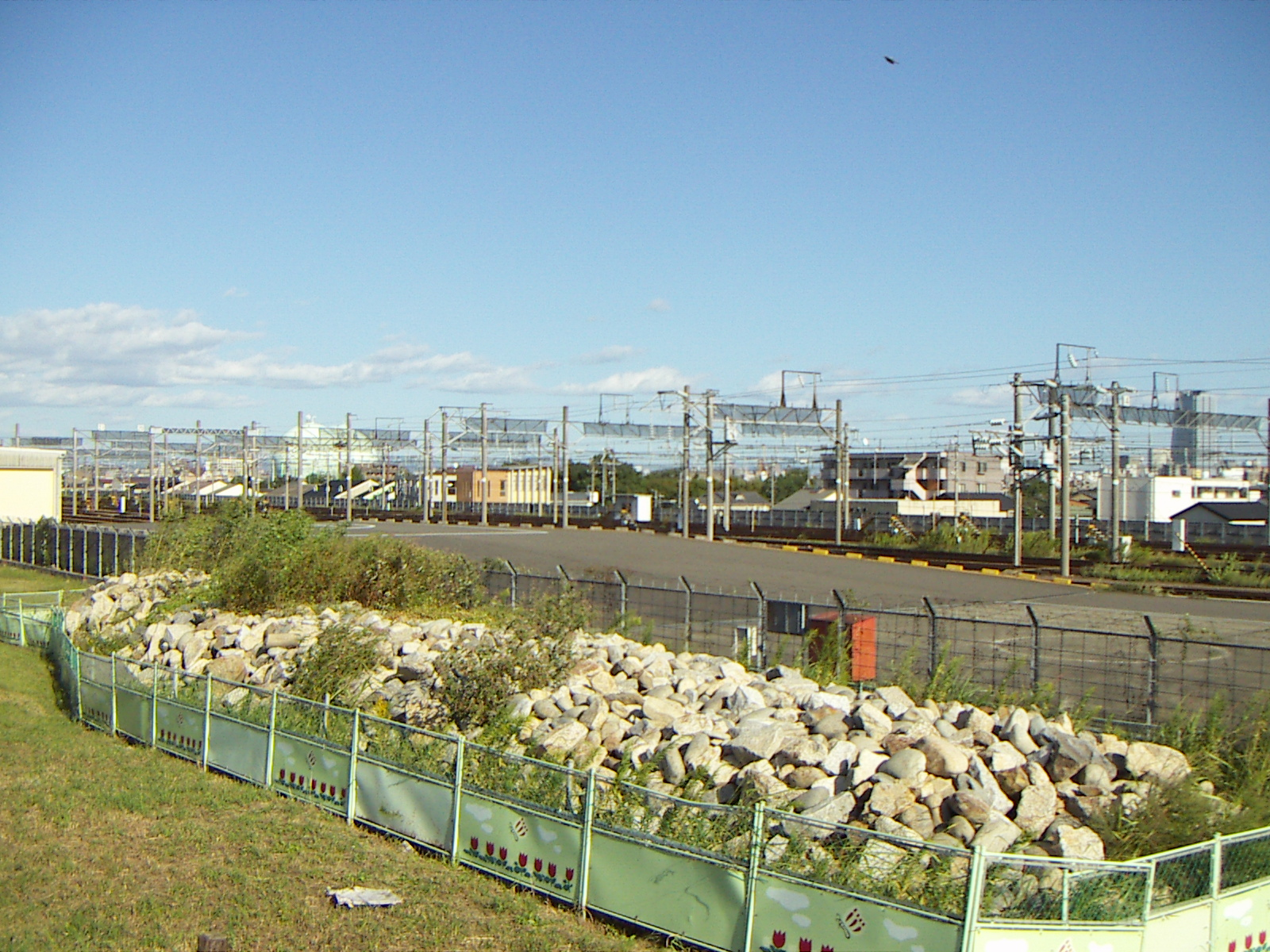
名古屋車両所

名古屋車両所（なごやしゃりょうしょ）は、愛知県名古屋市中村区にある東海旅客鉄道（JR東海）関西支社管轄の車両基地である。東海道新幹線で使用される新幹線用車両の仕業検査、臨時検査を行う。

## 概要
庄内川左岸に位置し、名古屋駅から上下本線に挟まれたまま本線と約2.1km並行し、そこで回送線が下り本線を乗り越して分岐し、約1.4km進んだ所にある車両基地。なお、名古屋車両所への単線の回送線と並行して、新幹線鉄道事業本部管轄の名古屋保線所基地まで単線の回送線が設けられている。両車両基地を合わせて通称「日比津基地」または「日比津電車基地」とよばれる。
元々、この敷地は新幹線貨物輸送の日比津貨物駅の用地として確保されていた。

## 所属車両
所属車両なし。主に早朝・深夜帯における名古屋駅発着車両の夜間留置と、日中の名古屋駅発着「こだま」の折り返し整備・待機に使われている。

## 歴史
- 1975年（昭和50年）3月：山陽新幹線博多開業時に供用開始。国鉄時代は大阪第一運転所・名古屋支所であった[3]。

## 設備
- 着発収容線11線
- 仕業検査線3線

## ギャラリー

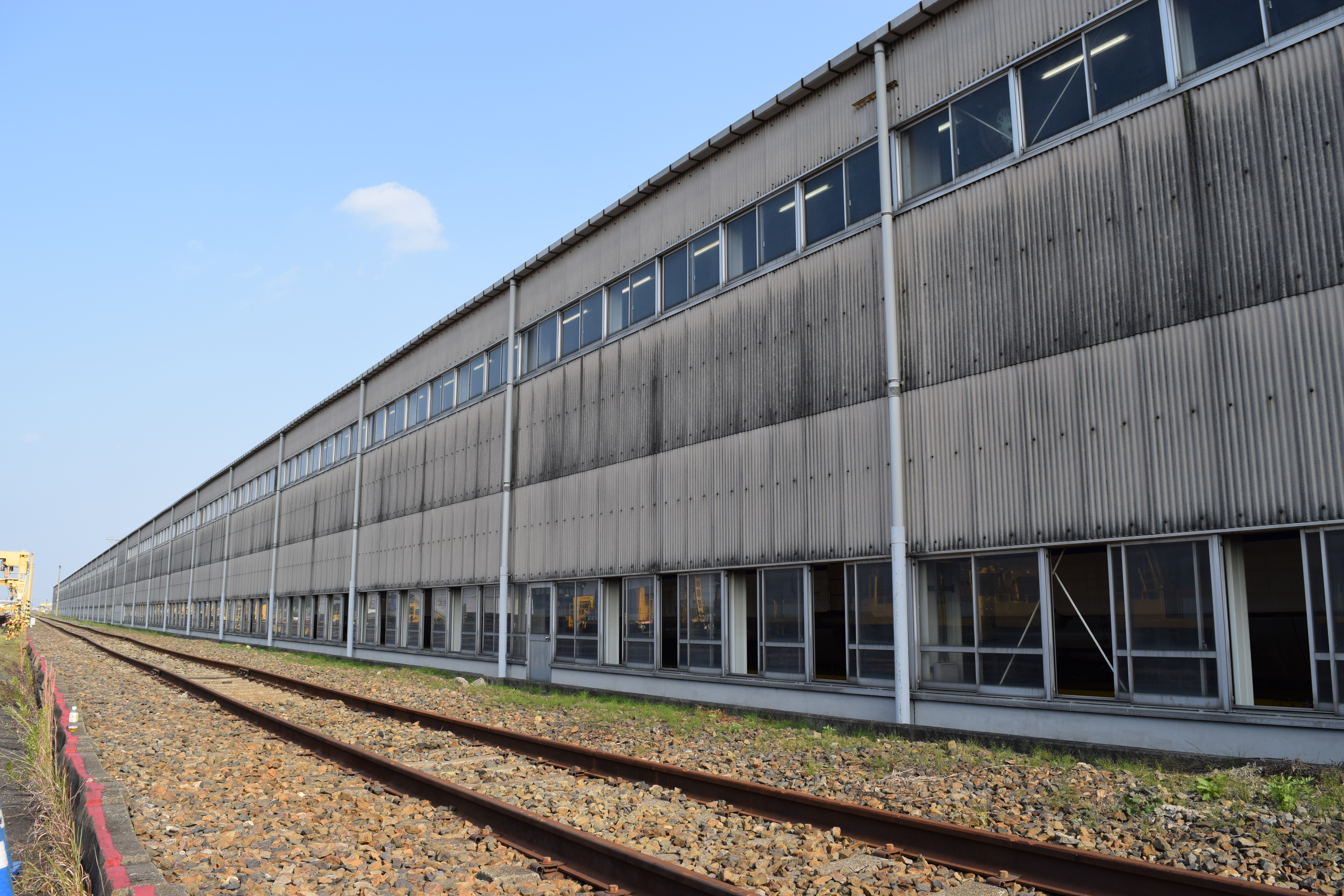
車庫覆屋全景
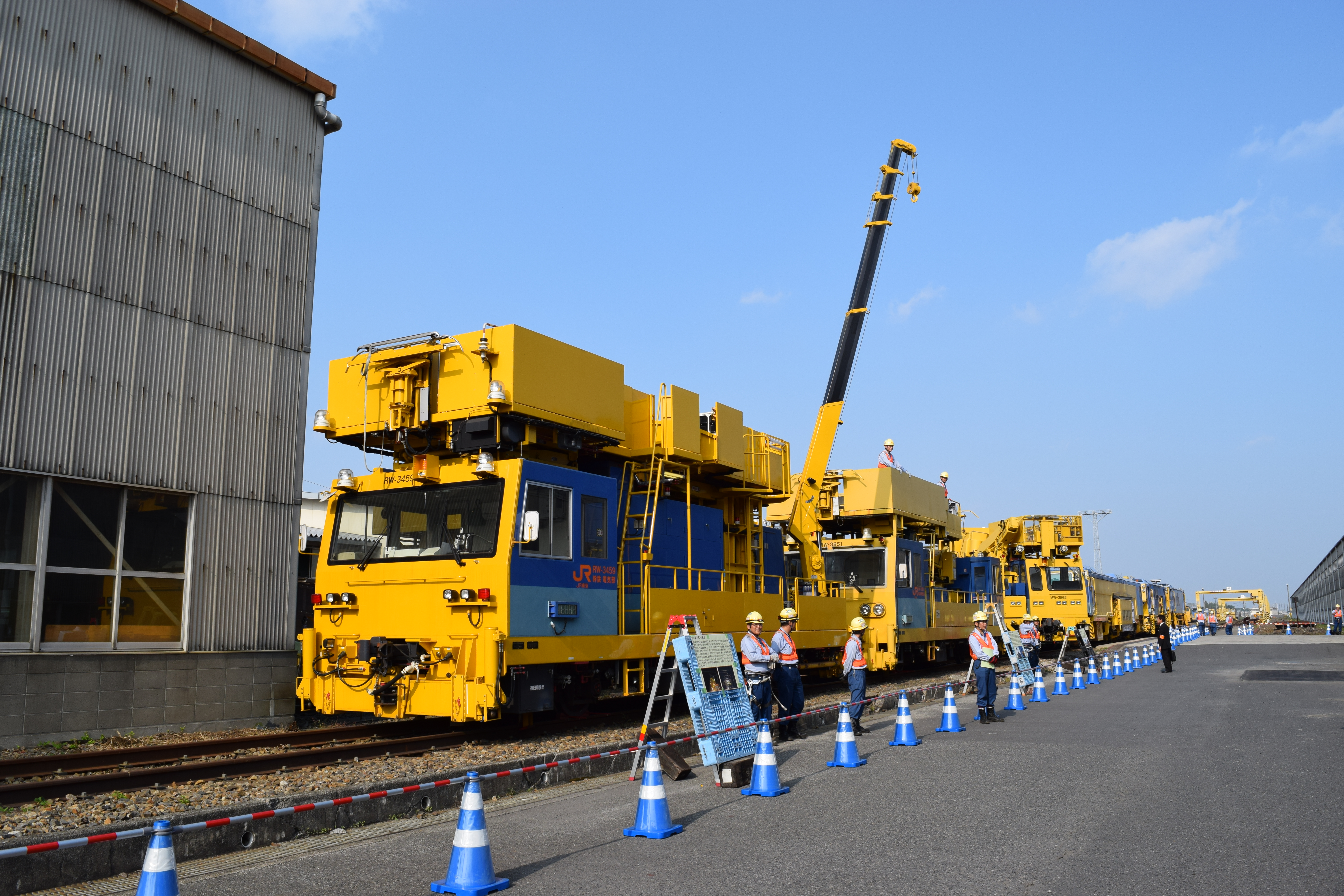
保線車両
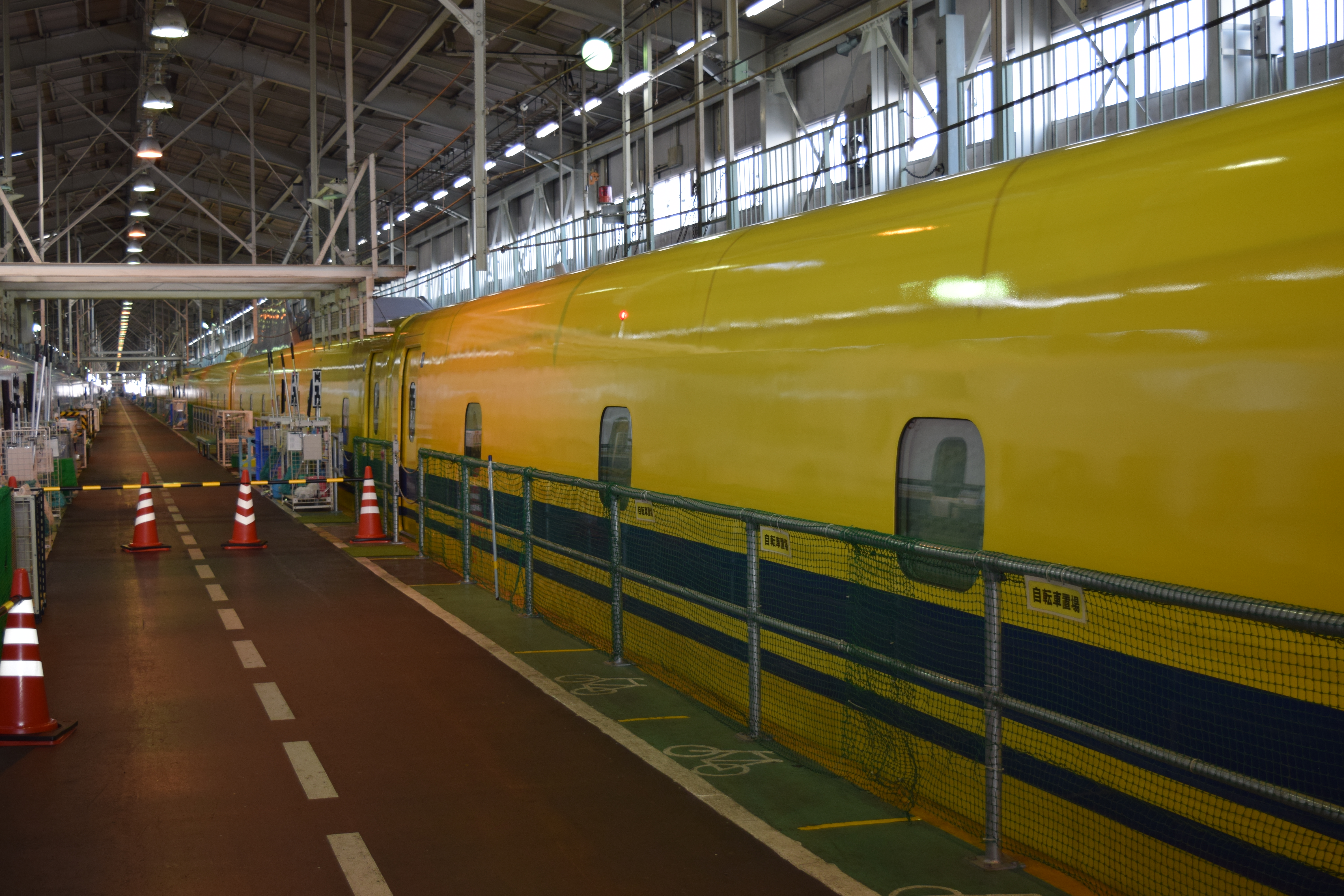
車庫内(ドクターイエロー入庫)